# لارس پیتر هانسن
لارس پیتر هانسن (به انگلیسی: Lars Peter Hansen)، (زاده	۲۶ اکتبر ۱۹۵۲) به همراه دو اقتصاددان آمریکایی دیگر رابرت جی. شیلر و یوجین فاما برنده جایزه نوبل اقتصاد در سال ۲۰۱۳ شدند.
هانسن ۶۱ ساله و استاد دانشگاه شیکاگو است.
رابرت جی. شیلر، لارس پیتر هانسن و یوجین فاما، مشترکاً جایزه حدوداً هشت میلیون کرونی آکادمی علوم سلطنتی سوئد، حدود یک میلیون و ۲۰۰ هزار دلار، را بین خود تقسیم خواهند کرد.

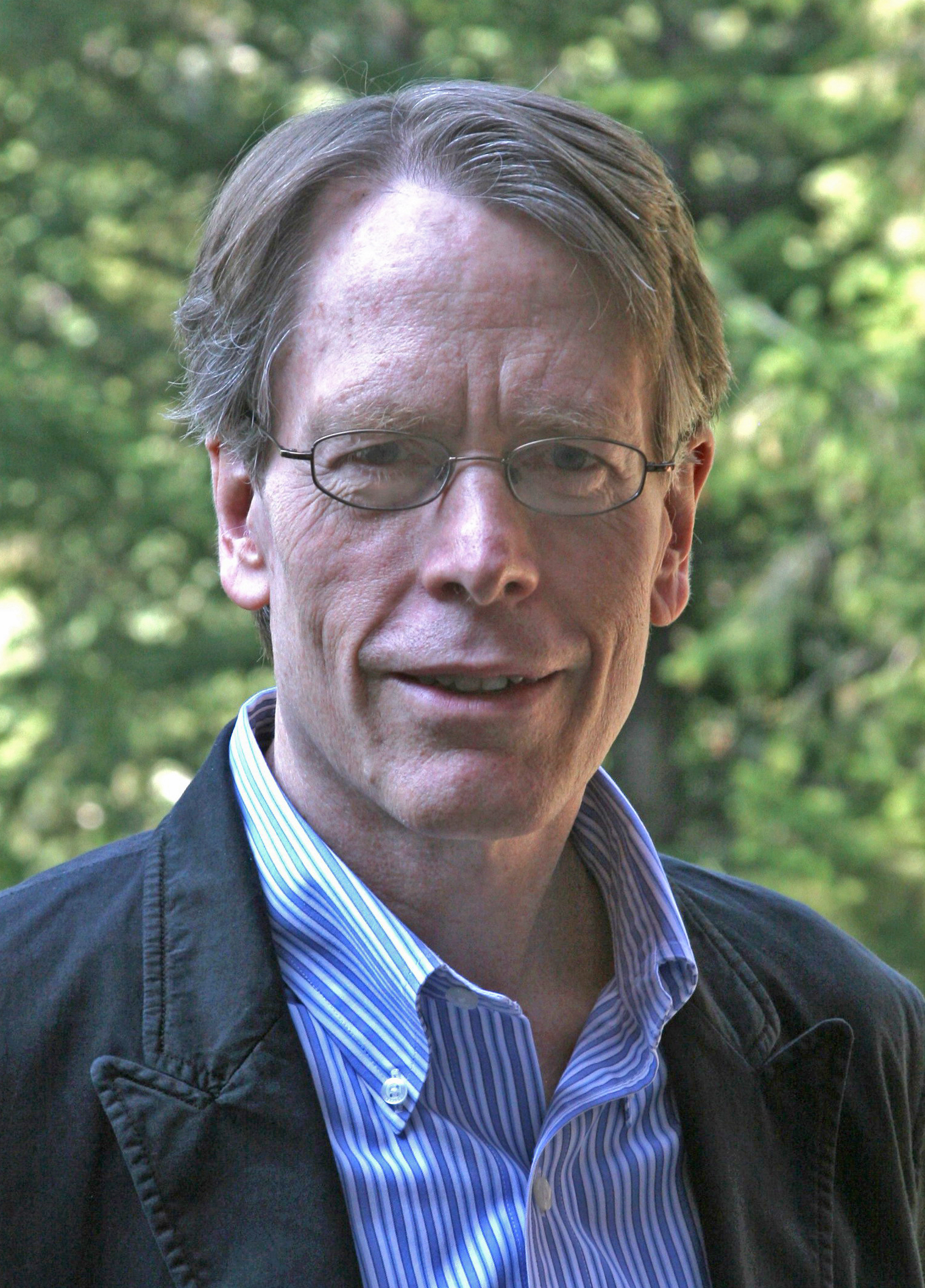
در سال ۲۰۰۷

هیئت داوری جایزه نوبل اقتصاد اعلام کرده که این سه اقتصاددان، این جایزه را به خاطر کار مجدانه بر روی روندهای نقطه‌ای در بازارها به خود اختصاص دادند. آکادمی سلطنتی علوم سوئد اعلام کرد که این سه نفر «پایه کار خود را بر روی درک کنونی از ارزش دارایی‌ها گذاشتند. این کار متکی بر بخش نوسانات در ریسک و نگرش ریسکی، تعصبات رفتاری و اصطکاک بازار است.» جایزه نوبل اقتصاد به خاطر کار بر روی ارزش دارایی‌ها، سهام و اوراق قرضه و ادامه تاثیر بحران بازارهای سرمایه در اواخر دهه گذشته بر اقتصاد جهانی، به این سه استاد دانشگاه اهدا شده است. این جایزه همچنین به علت کشف نتایج «متناقض و اعجاب‌آور» که دشواری‌های قیمت‌گذاری روی سهام، اوراق قرضه و دیگر دارایی‌ها را نشان می‌دهد، به هانسن، فاما و شیلر رسید. به گفته آکادمی سلطنتی علوم سوئد، «هیچ راهی برای پیش‌بینی قیمت سهام و اوراق قرضه در روزها و هفته‌های پیش رو وجود ندارد اما پیش‌بینی خط سیر این قیمت‌ها در دوره‌های بلندتر زمانی مانند سه تا پنج سال آینده کاملاً امکان پذیر است.»